# 长江师范学院
29°45′12″N 107°15′30″E / 29.75333°N 107.25833°E
长江师范学院，简称长师，是一所位于中华人民共和国重庆市涪陵区李渡街道的全日制公办师范类普通高等院校。其前身为1931年成立的涪陵县立乡村师范学校，历经数次改制于1982年建立涪陵师范高等专科学校，在2001年涪陵教育学院并入后改为涪陵师范学院，后又于2006年更名为长江师范学院。

## 校史沿革
长江师范学院肇始于1931年成立的涪陵县立乡村师范学校。1935年8月，四川省政府批准涪陵县立女子初级中学并入县立乡村师范学校，成立涪陵县立简易师范学校:33。
1946年，学校再更名涪陵县立师范学校；中华人民共和国成立后，中共及解放军接管了学校，涪陵县立师范学校亦于1950年合并涪陵县立农业职业学校，成立涪陵县师范学校:44。
大跃进期间，中华人民共和国国务院于1958年批准学校升格为涪陵大学；1961年，改建为涪陵专科学校。1962年7月，受到三年困難時期的影响，涪陵专科学校停办并复设中专涪陵师范学校:1205。2001年，涪陵师范高等专科学校与涪陵教育学院合并，成立本科层次的涪陵师范学院。1982年，涪陵师范高等专科学校成立:32。2006年，经中华人民共和国教育部同意，学校由涪陵师范学院更名长江师范学院。

## 教学单位
学校共有19个教学院（部），分别是：
1. 文学院
2. 传媒学院
3. 财经学院
4. 管理学院
5. 外国语学院
6. 政治与历史学院
7. 数学与统计学院
8. 计算机工程学院
9. 电子信息工程学院
10. 化学化工学院
11. 生命科学与技术学院
12. 机械与电气工程学院
13. 土木建筑工程学院
14. 音乐学院
15. 体育与健康科学学院
16. 美术学院
17. 教师教育学院
18. 大学外语教学科研部
19. 继续教育学院

## 教育情况
- 图书馆：建筑面积：40000余平方米，纸质馆藏150多万册，数字资源25TB，有数据库14个。

- 师资队伍：专任教师870余人。教授102人，副教授264人，高级职称比例42%；博士145人，占专任教师的17%，硕士523人，占专任教师的60%。有兼职博士生导师3人， 并有兼职硕士生导师33人。有全国优秀教师1人，全国高校优秀思想政治理论课教师1人，

- 学生总数：现有学生20000余人。

## 学校文化
- 校训：学高身正，敬业自强
- 学风：弘毅尚知，求真务实[7]